# Tilincă
Tilincă, auch telincă (rumänisch), ist eine an beiden Enden offene Längsflöte ohne Fingerlöcher, die in der Volksmusik in Rumänien und der Republik Moldau gespielt wird. Mit der zu den Obertonflöten gehörenden tilincă lassen sich eine harmonische Folge von Obertönen über dem Grundton erzeugen.

## Bauform und Tonproduktion
Die tilincă besteht aus einer 60 bis 80 Zentimeter langen zylindrischen Röhre aus Holz oder Metall, die an beiden Enden offen und rechtwinklig abgeschnitten ist. Nach der Art der Tonerzeugung werden zwei Varianten unterschieden: Bei der tilincă cu dop bläst der Spieler durch ein wie bei einer Schnabelflöte geformtes Mundstück (dop) und der Luftstrom wird an einer seitlichen Öffnung mit einer Schneidenkante vorbeigeleitet. Bei der Endkantenflöte tilincă fără dop gibt es kein Mundstück und keine seitliche Öffnung, stattdessen bläst der Spieler gegen ein angeschrägtes Ende (rost) und gestaltet den Ton durch Formung der Lippen. Das Spielrohr wird mit der linken Hand im oberen Bereich fixiert und etwas seitwärts nach unten gehalten. Die Tonhöhen c’–g’–c’’–e’’–g’’–b’’–c’’’–d’’’–e’’’–f’’’–g’’’–a’’’–b’’’ ergeben sich aus einem unterschiedlich starken Blasdruck bei einem offenen, halboffenen oder mit dem Zeigefinger verschlossenen entfernten Ende. Mit einem geöffneten und einem geschlossenen unteren Ende können zwei harmonische Reihen im Abstand von einer Oktave erzeugt und zu einer Tonfolge kombiniert werden.

## Verbreitung und Spielweise
Früher gehörte die tilincă zu einer Gruppe von Hirtenflöten, die in Osteuropa weit verbreitet waren und den ältesten und einfachsten Typ einer Flöte verkörpern. Noch heute existierende, formähnliche und sprachlich mit der tilincă verwandte Flöten ohne Fingerlöcher sind die telenka (теленка) in der Ukraine und die tilinkó in Ungarn. Parallele Wortbildungen in Ungarn sind tilink, tilinka, titilinka, csilinka und pipilinka. Damit wurden etwa 65 Zentimeter lange, randgeblasene Flöten ohne Fingerlöcher aus beliebigem Material bezeichnet, die in Ungarn praktisch verschwunden sind. Eine weitere Obertonflöte ist die koncovka in der Slowakei. Außerhalb der Region ist die norwegische seljefløyte (seljefloit, „Weidenflöte“) relativ bekannt. Im südlichen Afrika waren Obertonflöten bis ins 20. Jahrhundert weit verbreitet. Aus Uganda wird noch die quer geblasene ludaya beschrieben.
Die tilincă ist in Rumänien selten, in der Mitte des 20. Jahrhunderts wurde sie nur noch von den Tschangos in der Region Moldau gespielt. Heute kommt sie vereinzelt in der ländlichen Volksmusik im Norden von Siebenbürgen und in der sich nördlich anschließenden Region Bukowina sowie im Norden Moldaus vor. Einen besonderen Einfluss als Bewahrer der musikalischen Tradition übte der Bauer Mihai Lăcătuşa aus Capu Satului (Ortsteil von Câmpulung Moldovenesc) aus, der ab 1949 als tilincă-Lehrer bekannt wurde. Weitere professionelle tilincă-Spieler aus der Bukowina, von denen Tonaufzeichnungen existieren, sind Silvestru Lungoci (1939–1993) und Constantin Sofian (1945–2008).
Der Oberbegriff für Flöten in Rumänien und Moldau ist fluier. Hierzu zählen zusammen mit der tilincă rund 17 Typen. Die fluier cu dop ist wie die tilincă cu dop eine Schnabelflöte. Sie besitzt sechs Fingerlöcher und wird entsprechend mit geöffnetem oder geschlossenem unteren Ende geblasen. Eine an beiden Enden offene Hirtenflöte mit sechs Fingerlöchern und einem Daumenloch ist die in der Dobrudscha vorkommende Endkantenflöte fluier dobrogean. Sie wird wie die tilincă fără dop schräg angeblasen.
Die tilincă wird traditionell nur von Männern gespielt. Trotz ihres beschränkten Tonvorrats kommt sie bei zahlreichen Musikgattungen zum Einsatz. Das Spektrum reicht vom lyrischen improvisierten Stil doina im freien Rhythmus der Hirten in den Karpaten bis zu schnellen Tanzmusikstilen. Die Flötenmusik hat ihre eigene Melodik, die sich von derjenigen der Geigen (vioară) unterscheidet. Die traditionelle Musik steht häufig in einem funktionellen Zusammenhang mit einem kulturellen Ereignis und ist deutlich regional differenziert.